# Berthold Gunster
Berthold Gunster (Apeldoorn, 1959) is een Nederlandse schrijver bekend van de boeken in de Omdenken-reeks.

## Levensloop
Gunster rondde Gymnasium af en volgde de opleiding aan de Akademie voor Expressie in Utrecht.
Gunster richtte in 2001 zijn project Omdenken op; hiermee geeft hij trainingen, shows en workshops waarbij omdenken centraal staat. Omdenken wordt hierbij gezien als een manier van denken en doen, waarbij wordt onderzocht of je van een probleem een mogelijkheid kan maken.
In 2005 werd Gunster door A.W. Bruna Uitgevers gevraagd om een boek te schrijven over het concept omdenken. Hieruit ontstond zijn debuutboek Ja-maar wat als alles lukt?, het boek werd in 2006 genomineerd voor Managementboek van het jaar. In de jaren die volgde schreef Gunster meerdere boeken die veelal in de De Bestseller 60 van bestverkochte boeken in Nederland belandde. Met zijn boek Omdenken dat in 2010 uit kwam vestigde Gunster in december 2021 een record door 250 weken in De Bestseller 60-lijst te staan.
In het voorjaar van 2023 was Gunster te zien als een van de leraren tijdens het zesde seizoen van het NTR-programma DREAM SCHOOL.

## Bestseller 60
| Boeken met noteringen in de Nederlandse Bestseller 60 | Jaar van verschijnen | Datum van binnenkomst | Hoogste positie | Aantal weken | Opmerkingen |
| ----------------------------------------------------- | -------------------- | --------------------- | --------------- | ------------ | ----------- |
| Omdenken                                              | 2010                 | 17-02-2010            | 5               | 260          |             |
| Ik ben oké, jij bent een sukkel                       | 2010                 | 27-04-2011            | 54              | 1            |             |
| Ja-maar... huh?!                                      | 2008                 | 18-01-2012            | 27              | 4            |             |
| Lastige kinderen? Heb jij even geluk                  | 2012                 | 28-11-2012            | 59              | 1            |             |
| Omdenken is stom                                      | 2013                 | 15-03-2013            | 48              | 4            |             |
| Omdenken in relaties                                  | 2011                 | 18-09-2013            | 51              | 1            |             |
| Lastige kinderen? Heb jij even haast                  | 2014                 | 24-09-2014            | 45              | 1            |             |
| Omdenken in communicatie                              | 2016                 | 17-08-2016            | 15              | 52           |             |
| Omdenken doe je zo                                    | 2017                 | 07-03-2018            | 20              | 1            |             |
| Omdenken in opvoeding                                 | 2019                 | 27-11-2019            | 37              | 5            |             |
| Omdenken op het werk                                  | 2021                 | 01-12-2021            | 4               | 63           |             |
| Omdenken quotes 1                                     | 2023                 | 08-02-2023            | 27              | 5            |             |